# Temporada 2008-09 de l'NBA
La Temporada NBA 2008-09 és la seixantatercera de la història de la competició nord-americana de bàsquet. La lliga regular començarà el dimarts 28 d'octubre de 2008 i acabarà el 15 d'abril de 2009. Els playoffs començaran el 18 d'abril i s'allargaran fins a mitjans de juny de 2009.

## Aspectes a destacar
- L'All-Star Game es disputarà al US Airways Center, pista de joc dels Phoenix Suns, el cap de setmana del 13 al 15 de febrer del 2009.
- La franquícia que residia a Seattle, els Seattle Supersonics es va traslladar a Oklahoma City adoptant el nom d'Oklahoma City Thunder.
- Aquesta temporada debuten dos catalans més a l'NBA; Marc Gasol ho fa jugant amb els Memphis Grizzlies i Rudy Fernández amb els Portland Trail Blazers.

## Classificació
| Conferència Est   |                     |    |    |       |
| Divisió Atlàntica |                     |    |    |       |
| #                 | Equip               | V  | D  | %V    |
| 1                 | Boston Celtics      | 62 | 20 | 0.756 |
| 2                 | Philadelphia 76ers  | 41 | 41 | 0.500 |
| 3                 | New Jersey Nets     | 34 | 48 | 0.415 |
| 4                 | Toronto Raptors     | 33 | 49 | 0.402 |
| 5                 | New York Knicks     | 32 | 50 | 0.390 |
| Divisió Central   |                     |    |    |       |
| #                 | Equip               | V  | D  | %V    |
| 1                 | Cleveland Cavaliers | 66 | 16 | 0.805 |
| 2                 | Chicago Bulls       | 41 | 41 | 0.500 |
| 3                 | Detroit Pistons     | 39 | 43 | 0.476 |
| 4                 | Indiana Pacers      | 36 | 46 | 0.439 |
| 5                 | Milwaukee Bucks     | 34 | 48 | 0.415 |
| Divisió Sud-est   |                     |    |    |       |
| #                 | Equip               | V  | D  | %V    |
| 1                 | Orlando Magic       | 59 | 23 | 0.720 |
| 2                 | Atlanta Hawks       | 47 | 35 | 0.573 |
| 3                 | Miami Heat          | 43 | 39 | 0.524 |
| 4                 | Charlotte Bobcats   | 35 | 47 | 0.427 |
| 5                 | Washington Wizards  | 19 | 63 | 0.232 |

| Conferència Oest  |                        |    |    |       |
| Divisió Nord-oest |                        |    |    |       |
| #                 | Equip                  | V  | D  | %V    |
| 1                 | Denver Nuggets         | 54 | 28 | 0.659 |
| 2                 | Portland Trail Blazers | 54 | 28 | 0.659 |
| 3                 | Utah Jazz              | 48 | 34 | 0.585 |
| 4                 | Minnesota Timberwolves | 24 | 58 | 0.293 |
| 5                 | Oklahoma City Thunder  | 23 | 59 | 0.280 |
| Divisió Pacífic   |                        |    |    |       |
| #                 | Equip                  | V  | D  | %V    |
| 1                 | Los Angeles Lakers     | 65 | 17 | 0.793 |
| 2                 | Phoenix Suns           | 46 | 36 | 0.561 |
| 3                 | Golden State Warriors  | 29 | 53 | 0.354 |
| 4                 | Los Angeles Clippers   | 19 | 63 | 0.232 |
| 5                 | Sacramento Kings       | 17 | 65 | 0.207 |
| Divisió Sud-oest  |                        |    |    |       |
| #                 | Equip                  | V  | D  | %V    |
| 1                 | San Antonio Spurs      | 54 | 28 | 0.659 |
| 2                 | Houston Rockets        | 53 | 29 | 0.646 |
| 3                 | Dallas Mavericks       | 50 | 32 | 0.610 |
| 4                 | New Orleans Hornets    | 49 | 33 | 0.598 |
| 5                 | Memphis Grizzlies      | 24 | 58 | 0.293 |

* V: Victòries
* D: Derrotes
* %V: Percentatge de victòries

## Play-offs

### Primera Ronda

#### Conferència Est
| E1 | Cleveland Cavaliers | 4 | 0 | Detroit Pistons | E8 |
| -- | ------------------- | - | - | --------------- | -- |

| Equip Local         | Resultat | Equip Visitant      |
| Cleveland Cavaliers | 102-84   | Detroit Pistons     |
| Cleveland Cavaliers | 94-82    | Detroit Pistons     |
| Detroit Pistons     | 68-79    | Cleveland Cavaliers |
| Detroit Pistons     | 78-99    | Cleveland Cavaliers |

| E4 | Atlanta Hawks | 4 | 3 | Miami Heat | E5 |
| -- | ------------- | - | - | ---------- | -- |

| Equip Local   | Resultat | Equip Visitant |
| Atlanta Hawks | 90-64    | Miami Heat     |
| Atlanta Hawks | 93-108   | Miami Heat     |
| Miami Heat    | 107-78   | Atlanta Hawks  |
| Miami Heat    | 71-81    | Atlanta Hawks  |
| Atlanta Hawks | 106-91   | Miami Heat     |
| Miami Heat    | 98-72    | Atlanta Hawks  |
| Atlanta Hawks | 91-78    | Miami Heat     |

| E3 | Orlando Magic | 4 | 2 | Philadelphia 76ers | E6 |
| -- | ------------- | - | - | ------------------ | -- |

| Equip Local        | Resultat | Equip Visitant     |
| Orlando Magic      | 98-100   | Philadelphia 76ers |
| Orlando Magic      | 96-87    | Philadelphia 76ers |
| Philadelphia 76ers | 96-94    | Orlando Magic      |
| Philadelphia 76ers | 81-84    | Orlando Magic      |
| Orlando Magic      | 91-78    | Philadelphia 76ers |
| Philadelphia 76ers | 89-114   | Orlando Magic      |

| E2 | Boston Celtics | 4 | 3 | Chicago Bulls | E7 |
| -- | -------------- | - | - | ------------- | -- |

| Equip Local    | Resultat | Equip Visitant |
| Boston Celtics | 103-105  | Chicago Bulls  |
| Boston Celtics | 118-115  | Chicago Bulls  |
| Chicago Bulls  | 86-107   | Boston Celtics |
| Chicago Bulls  | 121-118  | Boston Celtics |
| Boston Celtics | 106-104  | Chicago Bulls  |
| Chicago Bulls  | 128-127  | Boston Celtics |
| Boston Celtics | 109-99   | Chicago Bulls  |

#### Conferència Oest
| O1 | Los Angeles Lakers | 4 | 1 | Utah Jazz | O8 |
| -- | ------------------ | - | - | --------- | -- |

| Equip Local        | Resultat | Equip Visitant     |
| Los Angeles Lakers | 113-100  | Utah Jazz          |
| Los Angeles Lakers | 119-109  | Utah Jazz          |
| Utah Jazz          | 88-86    | Los Angeles Lakers |
| Utah Jazz          | 94-108   | Los Angeles Lakers |
| Los Angeles Lakers | 107-96   | Utah Jazz          |

| O4 | Portland Trail Blazers | 2 | 4 | Houston Rockets | O5 |
| -- | ---------------------- | - | - | --------------- | -- |

| Equip Local            | Resultat | Equip Visitant         |
| Portland Trail Blazers | 81-108   | Houston Rockets        |
| Portland Trail Blazers | 107-103  | Houston Rockets        |
| Houston Rockets        | 86-83    | Portland Trail Blazers |
| Houston Rockets        | 89-88    | Portland Trail Blazers |
| Portland Trail Blazers | 88-77    | Houston Rockets        |
| Houston Rockets        | 92-76    | Portland Trail Blazers |

| O3 | San Antonio Spurs | 1 | 4 | Dallas Mavericks | O6 |
| -- | ----------------- | - | - | ---------------- | -- |

| Equip Local       | Resultat | Equip Visitant    |
| San Antonio Spurs | 97-105   | Dallas Mavericks  |
| San Antonio Spurs | 105-84   | Dallas Mavericks  |
| Dallas Mavericks  | 88-67    | San Antonio Spurs |
| Dallas Mavericks  | 99-90    | San Antonio Spurs |
| San Antonio Spurs | 93-106   | Dallas Mavericks  |

| O2 | Denver Nuggets | 4 | 1 | New Orleans Hornets | O7 |
| -- | -------------- | - | - | ------------------- | -- |

| Equip Local         | Resultat | Equip Visitant      |
| Denver Nuggets      | 113-84   | New Orleans Hornets |
| Denver Nuggets      | 108-93   | New Orleans Hornets |
| New Orleans Hornets | 95-93    | Denver Nuggets      |
| New Orleans Hornets | 63-121   | Denver Nuggets      |
| Denver Nuggets      | 107-86   | New Orleans Hornets |

### Semifinals de conferència

#### Conferència Est
| E1 | Cleveland Cavaliers | 4 | 0 | Atlanta Hawks | E4 |
| -- | ------------------- | - | - | ------------- | -- |

| Equip Local         | Resultat | Equip Visitant      |
| Cleveland Cavaliers | 99-72    | Atlanta Hawks       |
| Cleveland Cavaliers | 105-85   | Atlanta Hawks       |
| Atlanta Hawks       | 82-97    | Cleveland Cavaliers |
| Atlanta Hawks       | 74-84    | Cleveland Cavaliers |

| E2 | Boston Celtics | 3 | 4 | Orlando Magic | E3 |
| -- | -------------- | - | - | ------------- | -- |

| Equip Local    | Resultat | Equip Visitant |
| Boston Celtics | 90-95    | Orlando Magic  |
| Boston Celtics | 112-94   | Orlando Magic  |
| Orlando Magic  | 117-96   | Boston Celtics |
| Orlando Magic  | 94-95    | Boston Celtics |
| Boston Celtics | 92-88    | Orlando Magic  |
| Orlando Magic  | 83-75    | Boston Celtics |
| Boston Celtics | 82-101   | Orlando Magic  |

#### Conferència Oest
| O1 | Los Angeles Lakers | 4 | 3 | Houston Rockets | O5 |
| -- | ------------------ | - | - | --------------- | -- |

| Equip Local        | Resultat | Equip Visitant     |
| Los Angeles Lakers | 92-100   | Houston Rockets    |
| Los Angeles Lakers | 111-98   | Houston Rockets    |
| Houston Rockets    | 94-108   | Los Angeles Lakers |
| Houston Rockets    | 99-87    | Los Angeles Lakers |
| Los Angeles Lakers | 118-78   | Houston Rockets    |
| Houston Rockets    | 95-80    | Los Angeles Lakers |
| Los Angeles Lakers | 89-70    | Houston Rockets    |

| O2 | Denver Nuggets | 4 | 1 | Dallas Mavericks | O6 |
| -- | -------------- | - | - | ---------------- | -- |

| Equip Local      | Resultat | Equip Visitant   |
| Denver Nuggets   | 109-95   | Dallas Mavericks |
| Denver Nuggets   | 117-105  | Dallas Mavericks |
| Dallas Mavericks | 105-106  | Denver Nuggets   |
| Dallas Mavericks | 119-117  | Denver Nuggets   |
| Denver Nuggets   | 124-110  | Dallas Mavericks |

### Finals de conferència

#### Conferència Est
| E1 | Cleveland Cavaliers | 2 | 4 | Orlando Magic | E3 |
| -- | ------------------- | - | - | ------------- | -- |

| Equip Local         | Resultat | Equip Visitant      |
| Cleveland Cavaliers | 106-107  | Orlando Magic       |
| Cleveland Cavaliers | 96-95    | Orlando Magic       |
| Orlando Magic       | 99-89    | Cleveland Cavaliers |
| Orlando Magic       | 116-114  | Cleveland Cavaliers |
| Cleveland Cavaliers | 112-102  | Orlando Magic       |
| Orlando Magic       | 103-90   | Cleveland Cavaliers |

#### Conferència Oest
| O1 | Los Angeles Lakers | 4 | 2 | Denver Nuggets | O2 |
| -- | ------------------ | - | - | -------------- | -- |

| Equip Local        | Resultat | Equip Visitant     |
| Los Angeles Lakers | 105-103  | Denver Nuggets     |
| Los Angeles Lakers | 103-106  | Denver Nuggets     |
| Denver Nuggets     | 97-103   | Los Angeles Lakers |
| Denver Nuggets     | 120-101  | Los Angeles Lakers |
| Los Angeles Lakers | 103-94   | Denver Nuggets     |
| Denver Nuggets     | 92-110   | Los Angeles Lakers |

### Final
| O1 | Los Angeles Lakers | 4 | 1 | Orlando Magic | E3 |
| -- | ------------------ | - | - | ------------- | -- |

| Equip Local        | Resultat | Equip Visitant     |
| Los Angeles Lakers | 100-75   | Orlando Magic      |
| Los Angeles Lakers | 101-96   | Orlando Magic      |
| Orlando Magic      | 108-104  | Los Angeles Lakers |
| Orlando Magic      | 91-99    | Los Angeles Lakers |
| Orlando Magic      | 86-99    | Los Angeles Lakers |

## Quadre Resum
|  | Primera Ronda | Primera Ronda       | Primera Ronda      |   |                        | Semifinals de Conferència | Semifinals de Conferència | Semifinals de Conferència |  |    | Finals de Conferència | Finals de Conferència | Finals de Conferència |  |    | Final NBA     | Final NBA | Final NBA |
|  |               |                     |                    |   |                        |                           |                           |                           |  |    |                       |                       |                       |  |    |               |           |           |
|  | E1            | Cleveland Cavaliers | 4                  |   |                        |                           |                           |                           |  |    |                       |                       |                       |  |    |               |           |           |
|  | E8            | Detroit Pistons     | 0                  |   |                        |                           |                           |                           |  |    |                       |                       |                       |  |    |               |           |           |
|  | E8            | Detroit Pistons     | 0                  |   | E1                     | Cleveland Cavaliers       | 4                         |                           |  |    |                       |                       |                       |  |    |               |           |           |
|  |               |                     |                    |   | E1                     | Cleveland Cavaliers       | 4                         |                           |  |    |                       |                       |                       |  |    |               |           |           |
|  |               | E4                  | Atlanta Hawks      | 0 |                        |                           |                           |                           |  |    |                       |                       |                       |  |    |               |           |           |
|  | E4            | E4                  | Atlanta Hawks      | 0 | Atlanta Hawks          | 4                         |                           |                           |  |    |                       |                       |                       |  |    |               |           |           |
|  | E4            |                     |                    |   | Atlanta Hawks          | 4                         |                           |                           |  |    |                       |                       |                       |  |    |               |           |           |
|  | E5            | Miami Heat          | 3                  |   |                        |                           |                           |                           |  |    |                       |                       |                       |  |    |               |           |           |
|  | E5            | Miami Heat          | 3                  |   |                        |                           |                           |                           |  | E1 | Cleveland Cavaliers   | 2                     |                       |  |    |               |           |           |
|  |               |                     |                    |   |                        |                           |                           |                           |  | E1 | Cleveland Cavaliers   | 2                     |                       |  |    |               |           |           |
|  |               | E3                  | Orlando Magic      | 4 |                        |                           |                           |                           |  |    |                       |                       |                       |  |    |               |           |           |
|  | E3            | E3                  | Orlando Magic      | 4 | Orlando Magic          | 4                         |                           |                           |  |    |                       |                       |                       |  |    |               |           |           |
|  | E3            |                     |                    |   | Orlando Magic          | 4                         |                           |                           |  |    |                       |                       |                       |  |    |               |           |           |
|  | E4            | Philadelphia 76ers  | 2                  |   |                        |                           |                           |                           |  |    |                       |                       |                       |  |    |               |           |           |
|  | E4            | Philadelphia 76ers  | 2                  |   | E3                     | Orlando Magic             | 4                         |                           |  |    |                       |                       |                       |  |    |               |           |           |
|  |               |                     |                    |   | E3                     | Orlando Magic             | 4                         |                           |  |    |                       |                       |                       |  |    |               |           |           |
|  |               | E2                  | Boston Celtics     | 3 |                        |                           |                           |                           |  |    |                       |                       |                       |  |    |               |           |           |
|  | E2            | E2                  | Boston Celtics     | 3 | Boston Celtics         | 4                         |                           |                           |  |    |                       |                       |                       |  |    |               |           |           |
|  | E2            |                     |                    |   | Boston Celtics         | 4                         |                           |                           |  |    |                       |                       |                       |  |    |               |           |           |
|  | E7            | Chicago Bulls       | 3                  |   |                        |                           |                           |                           |  |    |                       |                       |                       |  |    |               |           |           |
|  | E7            | Chicago Bulls       | 3                  |   |                        |                           |                           |                           |  |    |                       |                       |                       |  | E3 | Orlando Magic | 1         |           |
|  |               |                     |                    |   |                        |                           |                           |                           |  |    |                       |                       |                       |  | E3 | Orlando Magic | 1         |           |
|  |               | O1                  | Los Angeles Lakers | 4 |                        |                           |                           |                           |  |    |                       |                       |                       |  |    |               |           |           |
|  | O1            | O1                  | Los Angeles Lakers | 4 | Los Angeles Lakers     | 4                         |                           |                           |  |    |                       |                       |                       |  |    |               |           |           |
|  | O1            |                     |                    |   | Los Angeles Lakers     | 4                         |                           |                           |  |    |                       |                       |                       |  |    |               |           |           |
|  | O8            | Utah Jazz           | 1                  |   |                        |                           |                           |                           |  |    |                       |                       |                       |  |    |               |           |           |
|  | O8            | Utah Jazz           | 1                  |   | O1                     | Los Angeles Lakers        | 4                         |                           |  |    |                       |                       |                       |  |    |               |           |           |
|  |               |                     |                    |   | O1                     | Los Angeles Lakers        | 4                         |                           |  |    |                       |                       |                       |  |    |               |           |           |
|  |               | O5                  | Houston Rockets    | 3 |                        |                           |                           |                           |  |    |                       |                       |                       |  |    |               |           |           |
|  | O4            | O5                  | Houston Rockets    | 3 | Portland Trail Blazers | 2                         |                           |                           |  |    |                       |                       |                       |  |    |               |           |           |
|  | O4            |                     |                    |   | Portland Trail Blazers | 2                         |                           |                           |  |    |                       |                       |                       |  |    |               |           |           |
|  | O5            | Houston Rockets     | 4                  |   |                        |                           |                           |                           |  |    |                       |                       |                       |  |    |               |           |           |
|  | O5            | Houston Rockets     | 4                  |   |                        |                           |                           |                           |  | O1 | Los Angeles Lakers    | 4                     |                       |  |    |               |           |           |
|  |               |                     |                    |   |                        |                           |                           |                           |  | O1 | Los Angeles Lakers    | 4                     |                       |  |    |               |           |           |
|  |               | O2                  | Denver Nuggets     | 2 |                        |                           |                           |                           |  |    |                       |                       |                       |  |    |               |           |           |
|  | O3            | O2                  | Denver Nuggets     | 2 | San Antonio Spurs      | 1                         |                           |                           |  |    |                       |                       |                       |  |    |               |           |           |
|  | O3            |                     |                    |   | San Antonio Spurs      | 1                         |                           |                           |  |    |                       |                       |                       |  |    |               |           |           |
|  | O6            | Dallas Mavericks    | 4                  |   |                        |                           |                           |                           |  |    |                       |                       |                       |  |    |               |           |           |
|  | O6            | Dallas Mavericks    | 4                  |   | O6                     | Dallas Mavericks          | 1                         |                           |  |    |                       |                       |                       |  |    |               |           |           |
|  |               |                     |                    |   | O6                     | Dallas Mavericks          | 1                         |                           |  |    |                       |                       |                       |  |    |               |           |           |
|  |               | O2                  | Denver Nuggets     | 4 |                        |                           |                           |                           |  |    |                       |                       |                       |  |    |               |           |           |
|  | O2            | O2                  | Denver Nuggets     | 4 | Denver Nuggets         | 4                         |                           |                           |  |    |                       |                       |                       |  |    |               |           |           |
|  | O2            |                     |                    |   | Denver Nuggets         | 4                         |                           |                           |  |    |                       |                       |                       |  |    |               |           |           |
|  | O7            | New Orleans Hornets | 1                  |   |                        |                           |                           |                           |  |    |                       |                       |                       |  |    |               |           |           |